# Peruviogomphus
Peruviogomphus is een geslacht van libellen (Odonata) uit de familie van de rombouten (Gomphidae).

## Soorten
Peruviogomphus omvat 3 soorten:
- Peruviogomphus bellei Machado, 2005
- Peruviogomphus moyobambus Klots, 1944
- Peruviogomphus pearsoni Belle, 1979